# إدوارد كونستنت الثاني
إدوارد كونستنت الثاني (بالإنجليزية: Edward Constant II)‏ هو مؤرخ أمريكي، ولد في عقد 1940.